# Songpinggou
Songpinggou (kinesiska: 松坪沟乡, 松坪沟) är en socken i Kina. Den ligger i provinsen Sichuan, i den sydvästra delen av landet, omkring 170 kilometer norr om provinshuvudstaden Chengdu. Antalet invånare är 1 096. Befolkningen består av 538 kvinnor och 558 män. Barn under 15 år utgör 23,0 %, vuxna 15-64 år 69 %, och äldre över 65 år 6,0 %.
Genomsnittlig årsnederbörd är 973 millimeter. Den regnigaste månaden är juli, med i genomsnitt 191 mm nederbörd, och den torraste är december, med 4 mm nederbörd.